# Oh No! More Lemmings
《Oh No! More Lemmings》는 레밍즈 시리즈의 하나로, 1991년에 레밍즈의 확장 형식으로 제작되었다. 대한민국에는 동서게임채널에서 레밍즈 2라는 제목으로 출시하였다.

## 개요
1991년에 DMA 디자인에서 레밍즈를 제작하고 발매하여 큰 성공을 거두자, 같은 해에 확장 형식으로 Oh No! More Lemmings를 제작하여 발매하였다.
Oh No! More Lemmings는 4종류의 색다른 지형 종류와 6개의 색다른 배경음악 등 새로운 테마를 볼 수 있으며, 각 맵의 구조 또한 복잡해져서 더욱 진보된 해법을 요구하였다. 100개의 스테이지로 이루어져 있으며, 20개씩 각각 5개의 등급(낮은 것부터 순서대로 Tame, Crazy, Wild, Wicked, Havoc)으로 나뉘어 있다. 그들 중 Tame은 매우 간단하여 손쉽게 풀 수 있지만 그 위의 나머지 4개 등급은 상당히 까다롭게 되어 있다. 또, 이들 스테이지 중 'Introducing SUPERLEMMING'이라는 제목의 스테이지는 레밍이 한 마리만 등장하고 진행 속도가 2배로 상승한다는 특징이 있다. 그리고, 전작에서는 지형이 똑같고 제약조건만 다른 스테이지가 여럿 있어서 서로 다른 해법으로 풀 수 있었으나, Oh No! More Lemmings에는 모든 스테이지의 지형이 서로 다 다르다.
Oh No! More Lemmings는 전작의 오리지널 레밍즈와 그 시스템이 완전히 같으며, 그 후에 출시된 크리스마스 레밍즈 시리즈 역시 마찬가지이다. 따라서, 레밍즈 맵 에디터로 맵을 만들면 셋 중 어떤 것에 적용해도 정상적으로 작동된다.

## 기종 이식
Oh No! More Lemmings는 맨 처음에 아미가용으로 제작되었으며, 그 후 DOS, 아타리 ST, SAM Coupe, 매킨토시 등 여러 기종으로 이식되었고 또 그 후에 마이크로소프트 윈도우, 게임보이 칼라, 플레이스테이션에 오리지널 레밍즈와 함께 묶여서 이식되었다. 또, 기종 이식은 아니지만 메가드라이브판 레밍즈에서는 Oh No! More Lemmings에 있는 일부 스테이지의 지형 구조를 본떠서 새로운 스테이지를 만들었다.